# Гастерия
Гастерия (Gasteria) е род сукулентни растения, родом от Южна Африка (и далечния югозападен край на Намибия).

## Етимология
Родът е кръстен на своите цветя с форма на стомах (на латински: gaster – „стомах“). Популярните имена включват „волски език“, „кравешки език“, „адвокатски език“ и понякога „език на свекърва“.

## Описание
Гастериите се разпознават по дебелите им, твърди, сочни, с формата на език, листа. Тяхното съцветие също е уникално, със своите извити цветя с форма на стомах, които висят от наклонени съцветия.

## Разпространение
Видовете от този род са предимно местни в провинция Източен Кейп, Южна Африка, където по-голямата част от видовете се срещат, особено в малката зона между Греъмстаун и Юниондейл, която се радва на валежи през цялата година. Разпространението на няколко вида обаче се разпростира широко в крайбрежните райони на страната с ниска надморска височина, в ареал със сводеста форма на подкова в Южна Африка. В единия край на разпространението на рода, видът Gasteria pillansii се простира в далечния югозападен ъгъл на Намибия. В другия край, вид достига до планините Лебомбо в Свазиленд.

## Видове
Редица изследователи признават над 100 разновидности на гастерията. Трудностите са свързани с факта, че дори в естествени условия различните видове гастерии лесно се хибридизират помежду си. За отглеждани на закрито, получени чрез хибридизация, обикновено се използва наименованието „Gasteria sp.“.
Според базата данни „Списък на растенията“ родът включва 26 вида:
- Gasteria acinacifolia (J.Jacq.) Haw.
- Gasteria batesiana G.D.Rowley
- Gasteria baylissiana Rauh
- Gasteria brachyphylla (Salm-Dyck) van Jaarsv.
- Gasteria carinata (Mill.) Duval
- Gasteria croucheri (Hook.f.) Baker
- Gasteria disticha (L.) Haw.
- Gasteria doreeniae van Jaarsv. & A.E.van Wyk
- Gasteria ellaphieae van Jaarsv.
- Gasteria excelsa Baker
- Gasteria glauca van Jaarsv.
- Gasteria glomerata van Jaarsv.
- Gasteria minima Poelln.
- Gasteria nigricans Haw.
- Gasteria nitida (Salm-Dyck) Haw.
- Gasteria obliqua (Aiton) Duval
- Gasteria pendulifolia van Jaarsv.
- Gasteria pillansii Kensit
- Gasteria poellnitziana Jacobs.
- Gasteria polita van Jaarsv.
- Gasteria pseudonigricans Haw.
- Gasteria pulchra (Aiton) Haw.
- Gasteria rawlinsonii Oberm.
- Gasteria transvaalensis De Smet ex Bak.
- Gasteria tukhelensis van Jaarsv.
- Gasteria vlokii van Jaarsv.

## Тасономия
Гастерията е част от семейство Asphodelaceae, подсемейство Asphodeloideae. Тесно свързани родове включват алое и Haworthia и е известно, че видовете от тези родове хибридизират относително лесно помежду си.

### Таксономия според генома
Филогенетично проучване през 2005 г. предполага, че родът може да бъде разделен на 5 групи по отношение на нарастващия модел в съдържанието на ДНК и географското разпространение:
- Група A
- Gasteria rawlinsonii (вероятно реликтов вид; генетично отклонение, с най-малък геном)
- Група B – 8 редки и ограничени вътрешни видове (вероятно също реликтни видове, с относително малки геноми):
  - Gasteria armstrongii (отделено от „G. nitida“ тук поради разликата в съдържанието на ДНК)
  - Gasteria polita
  - Gasteria glomerata
  - Gasteria pulchra
  - Gasteria ellaphieae
  - Gasteria vlokii
  - Gasteria glauca
  - Gasteria nitida
- Група C – 5 широко разпространени, дистихозни видове, главно от западната част на Южна Африка:
  - Gasteria brachyphylla
  - Gasteria bicolor
  - Gasteria disticha
  - Gasteria baylissiana
  - Gasteria pillansii
- Група D – 5 широко разпространени, образуващи розетки видове, предимно големи крайбрежни видове:
  - Gasteria excelsa
  - Gasteria croucheri (включително Gasteria pendulifolia)
  - Gasteria acinacifolia
  - Gasteria carinata
- Група E
  - Gasteria batesiana (най-северните видове, с най-голям геном)

## Галерия за идентификация
- Gasteria rawlinsonii има дълги висящи стъбла. Листата му имат грапава повърхност.

### Западна дистихозна група
Видове с разнородни, каишковидни листа, които обикновено са без килове.
- Gasteria pillansiiима груби, матирани повърхности с по-големи удължени цветя
- The larger elongated Gasteria pillansii цветове
- Gasteria disticha има груби, матирани повърхности (често вълнообразни) листа
- The smaller, rounded Gasteria disticha цветове
- Gasteria brachyphylla има гладка повърхност, лъскави листа с набраздени полета.
- Gasteria bicolor развива късо, разтегнато стъбло. Има гладки, лъскави, изправени листа
- Gasteria baylissiana има отличителни миниатюрни, бели, пресечени туберкули от двете страни на подутите, изпъкнали листа, които имат квадратно пресечени върхове на листата.

### Редки вътрешни видове
- Gasteria glauca има грубо повърхностни, синьо-зелени листа.
- Gasteria ellaphieae образува розетки от заострени, триъгълни, извити, гъсто туберкуларни листа и разклонено съцветие.
- Gasteria glomerata има дистихозни компактни, кръгли, блестящи, извити, с грубо покритие листа и образува плътни туфи.
- Gasteria vlokii образува розетки от матирана повърхност, леко грапави, триъгълни (обикновено извити), листа с форма на каишка.
- Зрелия Gasteria nitidas образуват розетки от гладки, лъскави, триъгълни листа, с гладки (не назъбени) ръбове и истински (не маргиниформени) килове. Ювенилните растения имат рецидивирани дихистозни, издути листа.
- Gasteria armstrongii е много различна форма на „Gasteria nitida“, която поддържа в зряла възраст тъмните, рецидивирали, неподредени, раздвоени, груби туберкуларни листа.
- Gasteria polita образува розетки от къси, триъгълни, гладки листа, със заоблени краища и здрави килове
- Gasteria doreeniae
- Gasteria pulchra образува розетки от къси, триъгълни, гладки листа, със заоблени краища и здрави килове

### Голяма крайбрежна група
Видовете обикновено образуват розетки, като листата обикновено носят маргиниформени килове.
- Gasteria carinata вар. carinata – типичната форма. Има изправени и разперени, груби, рядко изпъкнали / туберкуларни листа
- Gasteria carinata вар.carinata – формата за зрели и млади
- Gasteria carinata вар.verrucosa е размножаващ се с издънки сорт с изправени и разперени листа, които остават дихателни и силно туберкулирани до зряла възраст
- Gasteria acinacifolia има тънки, изправени и разперени листа с фино назъбени ръбове. Силно петнист.
- Gasteria excelsa има гладко разперени листа с по-тъмен цвят и рязко назъбени ръбове.
- Gasteria croucheri има гладко разперени, тъмнозелени, леко блестящи листа
- Gasteria tukhelensis има тънки, гладки и лъскави листа
- Gasteria batesiana има листа, които са силно туберкуларни (брадавични) и фино разрошени (набръчкани).